# За заслуги в енергетиці
Почесна відзнака «За заслуги перед енергетикою»  — польська відомча цивільна відзнака, встановлена Ради міністрів від 30 листопада 2001 року, і замінив собою  знак «За заслуги в енергетиці», що був запроваджений у 1998 році.
Почесною відзнакою нагороджуються енергетики, члени професійних і громадських організацій та інші фізичні особи, в тому числі іноземці, за особливі досягнення в галузі розробки нових технічних рішень, науково-дослідної роботи, впровадження новітніх досягнень світової техніки та виробництва енергетичного обладнання.
Нагороджує почесною відзнакою міністр економіки Польщі, а з 2016 року його вручає Міністр, енергетики Польші, за власною ініціативою або за поданням інших органів влади. Нагорода може бути вручена одній особі лише один раз. Разом із відзнакоюм видається посвідчення особи.

## Опис відзнакия
Нагрудний знак має форму диска діаметром 33 мм, сріблястого кольору, виготовлений з металу. На лицьовій стороні, вкритій синьою емаллю, розміщено стилізоване, покрите білою емаллю, зображення опори повітряної лінії з позначеними електричними проводами та дугою під написом: пол. ZA ZASŁUGI DLA ENERGETYKI / ЗА ЗАСЛУГИ У ЕНЕРГЕТИЦІ. На реверсі в центрі розміщено ініціали:  "RP" / Р.П. (Республіка Польша), нижче відведено окреме місце для порядкового номера нагрудного знака.
Нагрудний знак підвішується на стрічці з шовкової тканини завширшки 30 мм, у центрі якої розташовані біло-червона смуга завширшки 6 мм, з боків – дві жовта та чорна смуги однакової ширини, зовнішні смуги жовтого кольору. Верхня стрічка протягнута через довгастий отвір у металевій смузі заввишки 12 мм, завширшки 33 мм, сріблястого кольору, зі стилізованим зображенням гідротурбіни та хвиль по боках.
Нагрудний знак носиться зліва на грудях, після державних нагород.